# European Journal of Nuclear Medicine and Molecular Imaging
L'European Journal of Nuclear Medicine and Molecular Imaging (abbreviato anche come EJNMMI) è una rivista medica mensile sottoposta a revisione paritaria e pubblicata dalla Springer Science+Business Media. Dal 1976 l'EJNMMI pubblica materiale relativo al campo della medicina nucleare, tra cui: dosimetria, radiobiologia, radiochimica, radiofarmacologia, sonde di imaging molecolare, saggi con geni reporter, protein targeting traffico cellulare, targeting dell'espressione genica endogena e metodologie antisenso.
È stata la rivista ufficiale dell'European Association of Nuclear Medicine fino a dicembre 2024.
Nel 2021 l'EJNMMI ha ricevuto un fattore di impatto pari a 10,057.
Nell'estate del 2011, Springer ha lanciato EJNMMI Research, una rivista ad accesso aperto e sottoposta a revisione paritaria, che è progettata per essere un complemento di EJNMMI che accoglie gli articoli che non potevano essere pubblicati da quest'ultimo.